# Клод Проново
Жозеф Жорж Клод Проново (фр. Joseph Georges Claude Pronovost; 22 липня 1935, Шавініган — 1 вересня 2022) — канадський хокеїст, що грав на позиції воротаря. Рідний брат Андре, Марселя та Жана Проново.

## Ігрова кар'єра
Професійну хокейну кар'єру розпочав 1952 року.
Протягом професійної клубної ігрової кар'єри, що тривала 12 років, захищав кольори команд «Бостон Брюїнс» та «Монреаль Канадієнс», щоправда в клубах НХЛ провів лише три матчі більшість кар'єри він відіграв у фарм-клубах.

## Смерть
Помер 1 вересня 2022 року у віці 87 років.